# Main noire (Serbie)
Pour les articles homonymes, voir La Main noire.
La Main noire (Црна рука, Crna ruka), ou L'Union ou la Mort (Уједињење или смрт, Ujedinjenje ili smrt), était une société secrète nationaliste serbe fondée en Serbie en mai 1911, essentiellement composée de Serbes.

## Historique
L'objectif de cette organisation nationaliste serbe, est de réunir au sein d'un unique État serbe l'ensemble des territoires faisant partie de l'Autriche-Hongrie (Croatie, Bosnie, sud de la Hongrie), ou de l'Empire ottoman (République de Macédoine, et le Sandjak), habités par des Serbes, ainsi que le Monténégro. Ceci indépendamment de la composition ethnique des territoires considérés, où les Serbes ne représentent qu'une partie de la population.
Pendant les années précédant la Grande guerre et surtout pendant les guerres balkaniques, la Main noire infiltre les milieux militaires sans que le gouvernement civil de Nikola Pašić n'ait les moyens de s'y opposer.
Le but de l'organisation figure dans l'article premier des statuts (cf la notice serbe) :
"Article 1 : Dans le but de réaliser l'idéal national, l'union des Serbes, il est créé une organisation dont peut être membre tout Serbe, indépendamment de son sexe, de sa religion, de son lieu de naissance, ainsi que quiconque servira sincèrement cette idée".
Elle est liée à l'assassinat de l'archiduc François-Ferdinand d'Autriche le 28 juin 1914, à Sarajevo. Les auteurs de l'attentat, dont Gavrilo Princip, membres de l'organisation Jeune Bosnie, ont été armés par la Main Noire. L'attentat de Sarajevo est considéré comme l'évènement déclencheur de la Première Guerre mondiale. La Main noire est dirigée par le colonel de l'armée serbe Dragutin Dimitrijević, surnommé Apis.
En 1917, le gouvernement serbe en exil fait arrêter et juger les chefs de l'organisation, devenue trop influente au sein de l'armée et du pouvoir politique, ce qui marque la fin de la Main noire.
En 1941, bien que l'organisation soit dissoute depuis deux décennies, un certain nombre d'anciens membres, notamment le communiste Mustafa Golubić (en), participent au putsch du 27 mars 1941.

## Membres
- Dragutin Dimitrijević, militaire

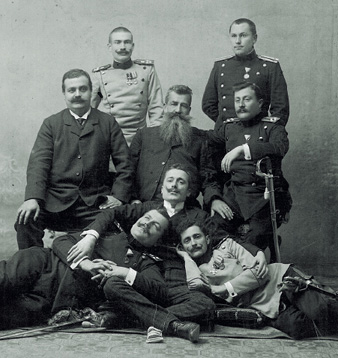
Photo de groupe de membres de la Main noire.

- Milan Ciganović, membre de Jeune Bosnie
- Nedeljko Čabrinović, étudiant
- Gavrilo Princip, membre de Jeune Bosnie
- Trifko Grabež, membre de Jeune Bosnie
- Danilo Ilić, journaliste
- Ivo Andrić, écrivain, lauréat du prix Nobel de littérature en 1961
- Voja Tankosić, militaire
- Mustafa Golubić (en), agent secret au service de la Yougoslavie et pour l'URSS

### Articles annexes
- Coup d'État de mai (Serbie)
- Attentat de Sarajevo
- Bombaška afera
- Grande Serbie
- Nationalisme serbe